# Дакнамстадіон
«Дакнамстадіон» (нід. «Daknamstadion») — футбольний стадіон у місті Локерен, Бельгія, домашня арена ФК «Локерен».
Стадіон побудований та відкритий 1956 року із місткістю 700 глядачів. З 1970 року на арені домашні матчі приймає «Локерен». У 1974 році стадіон було реконструйовано, у результаті чого було побудовано три нові трибуни, а місткість було збільшено до 18 000 глядачів, а над східною трибуною надбудовано дах через розташування там офісних приміщень. У 1986 році через стадіон пройшов смерч, в результаті чого було винесено більше половини металевої покрівлі східної трибуни. Протягом 1997—1998 років було здійснено капітальну реконструкцію, у ході якої над північною трибуною споруджено дах. Також модернізовано підтрибунні приміщення. У ході реконструкції 2000—2003 років було здійснено перепланування фасаду арени та переобладнання конструкцій всіх трибун. У 2001 році було закрито південну трибуну, де знаходився фан-сектор «Локерена», через аварійний стан. Але згодом на вимогу фан-сектора трибуну було відбудовано. У 2003 році стадіон було відкрито після затяжної реконструкції. До 2005 року стадіон належав муніципалітету Локерена, але «Локерен» не отримав договір оренди стадіону на 2005 рік, оскільки на арені знову розпочалися будівельні роботи, які завершилися у тому ж році. Після цього, вклавши у реконструкцію арени значну частину коштів, клуб отримав частку володіння стадіоном. У 2010 та 2013 роках було здійснено реконструкції трибун, після яких місткість арени становить 12 000 місць. 